# Tilly and the Wall
Tilly and the Wall war eine US-amerikanische Indie-Pop-Band aus Omaha, Nebraska.
Der Bandname ist aus dem Buch Tillie und die Mauer des italienischen Autors Leo Lionni entliehen. Die Gruppe zeichnete sich dadurch aus, dass sie in vielen Musikstücken das Schlagzeug durch einen Stepptänzer ersetzt.

## Diskografie

### Alben
- 2004: Wild Like Children (CD/LP, Team Love Records)
- 2006: Bottoms of Barrels (CD/LP, Team Love Records)
- 2008: o (CD/LP, Team Love Records)
- 2012: Heavy Mood (CD/LP, Team Love Records)

### Singles und EPs
- 2003: Nights of the Living Dead auf der Zusammenstellung Ben Eberbaugh: A Rockin’ Tribute (CD, Die Slaughterhaus Records, UK #158)
- 2003: Woo! (EP, Eigenveröffentlichung)
- 2003: Tilly and the Wall (7", Rue Royale Records)
- 2005: You and I Misbehaving (7", Trash Aesthetics)
- 2006: Reckless (7", Trash Aesthetics, UK #235)
- 2006: Bad Education (7", Team Love Records)
- 2007: The Freest Man (7", w/ The Freest Man (CSS Remix), Moshi Moshi Records)
- 2008: Beat Control (7"/Download, w/ Cacophony, UK #77)